# Баб
Баб (повне ім'я: Сійїд Алі-Мухаммад, перс.: سيد علی ‌محمد‎ , 20 жовтня 1819 — 9 липня 1850) — пророк і засновник нової Віри бабі.

## Життєпис
Баб був торговцем з Ширазу, який у віці двадцяти п'яти років оголосив себе довго очікуваним шиїтами Каїмом або Імамом Магді. Після цього він взяв собі титул Баб (араб.: باب — «Врата») та став лідером групи прихильників — бабі. Актуальність ідей Баба та його високі моральні якості спричинили швидке зростання кола прихильників нової релігії. Але з іншого боку це викликало репресії консервативної влади. У 1847 році Баб був заарештований, але рух продовжував набирати силу. Репресії влади викликали озброєну конфронтацію бабі з іранським урядом у 1848—1852 роках. Сам Баб перебував увесь цей час у в'язниці і був розстріляний 9 червня 1850 року у місті Тебриз. Страта пророка сповита легендами про дива, які її супроводжували. Тіло пророка перенесено його вірними до Святої землі (нині територія Ізраїлю) і поховане там в усипальниці Баба на схилі гори Кармель (у м. Хайфа). Баб є однією з центральних фігур Віри Бахаї, послідовники якої налічують приблизно 6-7 млн прихильників. В Ірані бахаї становлять близько 350 тис. й іноді переслідуються тамтешньою теократичною владою.
Бахаї стверджують, що Баб був предтечею Бахаулли, пророка і засновника Віри Бахаї. Він був учнем Баба й оголосив себе Обтованим всіх релігій, Богоявленням, прихід якого провіщував Баб.